# Dinobdella ferox
Espèce
Dinobdella ferox, communément appelé Sangsue nasale ou Grande sangsue de l'Inde, est une espèce géante de sangsues d’eau douce, de la famille des Hirudinidae. Il s'agit d'un mésoparasite des voies respiratoires chez les grands mammifères et même chez l'Homme. Elle est très répandue dans les régions soumises à la mousson.

## Caractéristiques
La Sangsue nasale est une grande sangsue des Indes, dont la longueur peut atteindre 20 cm à l'intérieur des conduits nasaux d'une vache. Un spécimen conservé en laboratoire présente une longueur de 15,8 cm (entre le 12e et le 14e segment), 2,2 cm de largeur et 7 mm d'épaisseur, un cou large de 4,5 mm et épais de 2,5 mm, un orifice génital large de 1,3 cm par 4,5 mm, et sa ventouse postérieure a un diamètre de 2,25 cm. Alors que la moitié antérieure du corps de la sangsue est étroit et la tête, petite, la ventouse de l'animal peut atteindre une taille respectable, plus large que le reste de son corps même. L'épiderme de la sangsue est uniformément vert foncé et dépourvu de motif. Des segments non-apparents extérieurement de l'animal, les seize segments au milieu du corps comportent chacun 5 anneaux extérieurs, aux sillons bien marqués.
Les cinq paires d'yeux de cette sangsue, qui sont logées dans la tête, sont petites et difficiles à discerner. Chez les individus de la variété Dinobdella, les mâchoires sont en général petites, molles, dépourvues d'aspérités et de papilles, de sorte qu'elles ne peuvent sucer le sang que par les muqueuses et non sur une peau couverte de poils. Comme chez d'autres espèces de sangsue, le jabot présente sur chaque segment deux paires de poches minces et très allongées.
Les organes sexuels des animaux hermaphrodites ne peuvent se développer qu'une fois que le parasite a quitté son hôte et qu'il se retrouve en eau douce. L'atrium mâle est lancéolé, la prostate massive et le canal déférent dépourvu de bulbe évasé. Le vagin est un vaisseau long et étroit, et la glande à albumine occupe toute la longueur de l'oviducte.

## Répartition, écosystème et éthologie
La Sangsue nasale est très répandue dans les plans d'eau : sources, étangs et marécages de l'Inde, de Ceylan, de Birmanie, de Thaïlande et de Chine. Elle paraît absente des régions arides, mais survit dans celles affectées de moussons intenses, comme Ceylan, Manipur, Darjeeling et une partie du Pendjab, Uttar Pradesh, l’Himalaya (par exemple dans la vallée de Nainital) et en Thaïlande. À Ceylan, elle est particulièrement répandue dans les plaines ; néanmoins elle survit jusqu'à des altitudes de 1 700 m dans la région de Darjeeling, et même de 2 500 m à Muktechvara (Uttar). Hormis sa présence occasionnelle dans les fosses nasales d'êtres humains, elle parasite diverses espèces de mammifères : yacks, buffles, vaches, chevaux, chiens, macaques et cerfs qui, affaiblis par une perte de sang continuelle, peuvent succomber à une maladie ordinaire.

## Cycle de vie
Dinobdella ferox est, comme tous les vers annélides à clitellum, hermaphrodite. Pour que leurs organes sexuels arrivent à maturité, il faut que ces parasites quittent leur hôte. La fécondation, qui se fait par accouplement de deux sangsues, a lieu dans un plan d'eau. En se servant de leurs clitellums, les deux sangsues fabriquent un cocon et déposent leurs œufs à l'intérieur. De petites sangsues déjà autonomes écloront de ce cocon, et n'attendent que l'arrivée dans leur voisinage d'un grand mammifère assoiffé plongeant son museau dans l'eau, qui se fera l'hôte de ce parasite.

## Systématique
Le zoologue français Raphaël Blanchard a pour la première fois décrit ce parasite, découvert dans les fosses nasales de bovidés en 1896, et l'a rangé dans la catégorie des Whitmania, qu'il avait définie en 1888 et baptisée en hommage à son collègue américain Charles Otis Whitman, et adjoint l'épithète latine ferox. John Percy Moore, dans sa taxinomie de 1927, lui a préféré le nom de Dinobdella (du grec δεινός ou deinós, « terrible, effrayante », et  βδέλλα bdélla, « sangsue »).